# カリストス (ウェア)

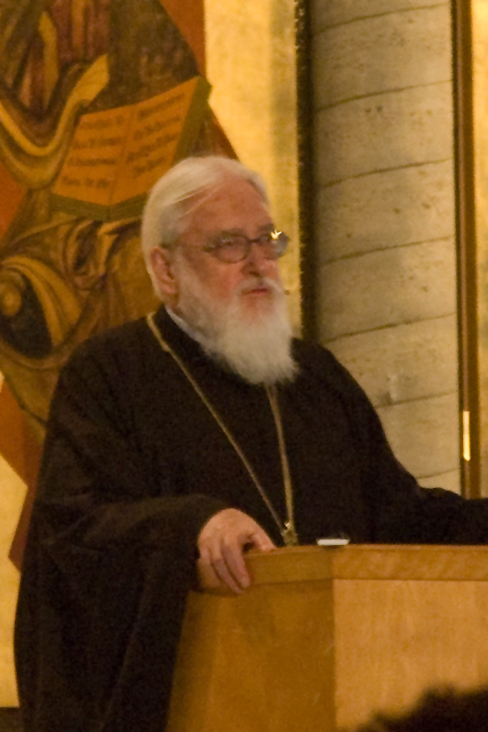
カリストス・ウェア府主教（2008年2月26日撮影）

ディオクレイア府主教カリストス（Kallistos Ware, 俗名ティモシー・ウェア Timothy Ware、1934年 - 2022年8月24日）は、コンスタンディヌーポリ全地総主教庁の管掌下にある府主教である。ディオクレイア府主教の称号を持つが、これは名義的なものであって実際にディオクレイアを管轄している訳では無く、英国に在住している。
1966年から2001年の間、彼はオックスフォード大学において正教会研究の講師をつとめ、正教信仰に関係する膨大な書籍・論文を著している。1985年には来日講演を行った。

## 前半生と叙聖
府主教カリストスは俗名「ティモシー・ウェア」としてはイングランド、サマセットのバースに生まれ、ウェストミンスター・スクールにて学位を取得し、オックスフォード大学のモードリン・カレッジで学び、そこで古典と神学の両方で首席となった。1958年24歳の時、それまで英国国教会に属していたカリストス・ウェアは正教信仰に入り、ほどなくしてギリシャを旅行し、パトモス島の神学者イオアン修道院で長い時間を過ごす。彼はイェルサレムやアトス山など、他の主要な正教会にも親しんでいる。
1966年には司祭に叙聖され、修道誓願を立てて修道士となり、「カリストス」の修道名を得た。

## 教授として・学界での生涯
同年、彼はオックスフォード大学の講師となり、正教会研究を講じ、引退までの35年間その任にあった。1979年に、彼はオックスフォードのPembroke Collegeの特別研究員に任命され、1982年には「ディオクレイア主教」の称号で主教に叙聖され、コンスタンディヌーポリ総主教庁下にあるサイアテイラおよび英国大主教区の輔佐主教に任じられた。叙聖にもかかわらず、カリストスはオックスフォードにとどまり、オックスフォードのギリシャ正教会共同体の教区の司牧と、大学講師としての務めの両方にあたった。
2001年の引退からも、府主教カリストスは正教会についての出版と講義を継続している。最近まで、彼はケンブリッジの正教クリスチャン研究機構の管理委員会の議長を務めた。イオナ正教交流会（Friends of Orthodoxy on Iona）とアトス山交流会（Friends of Mount Athos）の議長も務めた。
2007年3月30日、コンスタンディヌーポリ全地総主教庁の聖シノドは、カリストスがアングリカン・正教神学委員会議長の任についたことを受け、ディオクレイア主教区を府主教区に格上げし、結果カリストス主教は府主教となった。

## 日本語訳出版物
- 府主教カリストス・ウェア著、司祭ダヴィド水口優明・司祭ゲオルギイ松島雄一訳『カリストス・ウェア主教論集1　私たちはどのように救われるのか』日本ハリストス正教会　西日本主教区

### 日本語
- カリストス・ウエア主教　講演　第１回　前「私は誰？」"Who am I?"
- カリストス・ウエア主教　講演　第１回　後「内なる心の王国について」"The Inner Kingdom of the heart."
- 大斎の意味　カリストス・ウェア主教　著　ダヴィド水口優明神父　翻訳

### 英語
- Official biography of Kallistos Ware
- Timothy Ware: Strange Yet Familiar: My Journey to the Orthodox Church - ウェイバックマシン（2005年5月20日アーカイブ分） Autobiographic account of his conversion from Anglicanism to Orthodoxy
- Excerpts from The Orthodox Church by Bishop Kallistos Ware - Part I: History
- Excerpts from The Orthodox Church by Bishop Kallistos Ware - Part II: Faith and Worship
- Interview with Bishop Kallistos (RealVideo)
- Bishop Kallistos on Unity (Windows Media Video)
- The Orthodox Way in Greek online (translated by Maria Paschou)
- The Orthodox Way in Albanian online (translated by Foti Cici)
- How to Build the Local Church, a talk given at a Conference of the Archdiocese of Orthodox Parishes of Russian Tradition in Western Europe, Institut St-Serge, Paris, October 2005
- My Journey to the Orthodox Church, a luncheon speech given at Seattle Pacific University (link to iTunes U).